# 里奥布兰科县
里奧布蘭科县（英語：Rio Blanco County）是美国科羅拉多州西北部的一個縣，西鄰犹他州，面積8,347平方公里。根據2020年美國人口普查，共有人口6,529人。縣治米克（Meeker）。該縣成立於1889年3月25日，縣名是懷特河的西班牙语叫法。